# EF-265
A EF-265 é uma ferrovia transversal brasileira que interliga Santos, Mairinque, Bauru, Araçatuba, Três Lagoas, Campo Grande e Corumbá, até a fronteira com a Bolívia.
Seu traçado é formado pela Linha Mairinque-Santos, Linha Tronco da Sorocabana (trecho entre Mairinque e Bauru), Ramal de Bauru e a Linha Tronco NOB.